# 1797
1797 (MDCCXCVII) a fost un an obișnuit al calendarului gregorian, care a început într-o zi de sâmbătă.

## Evenimente

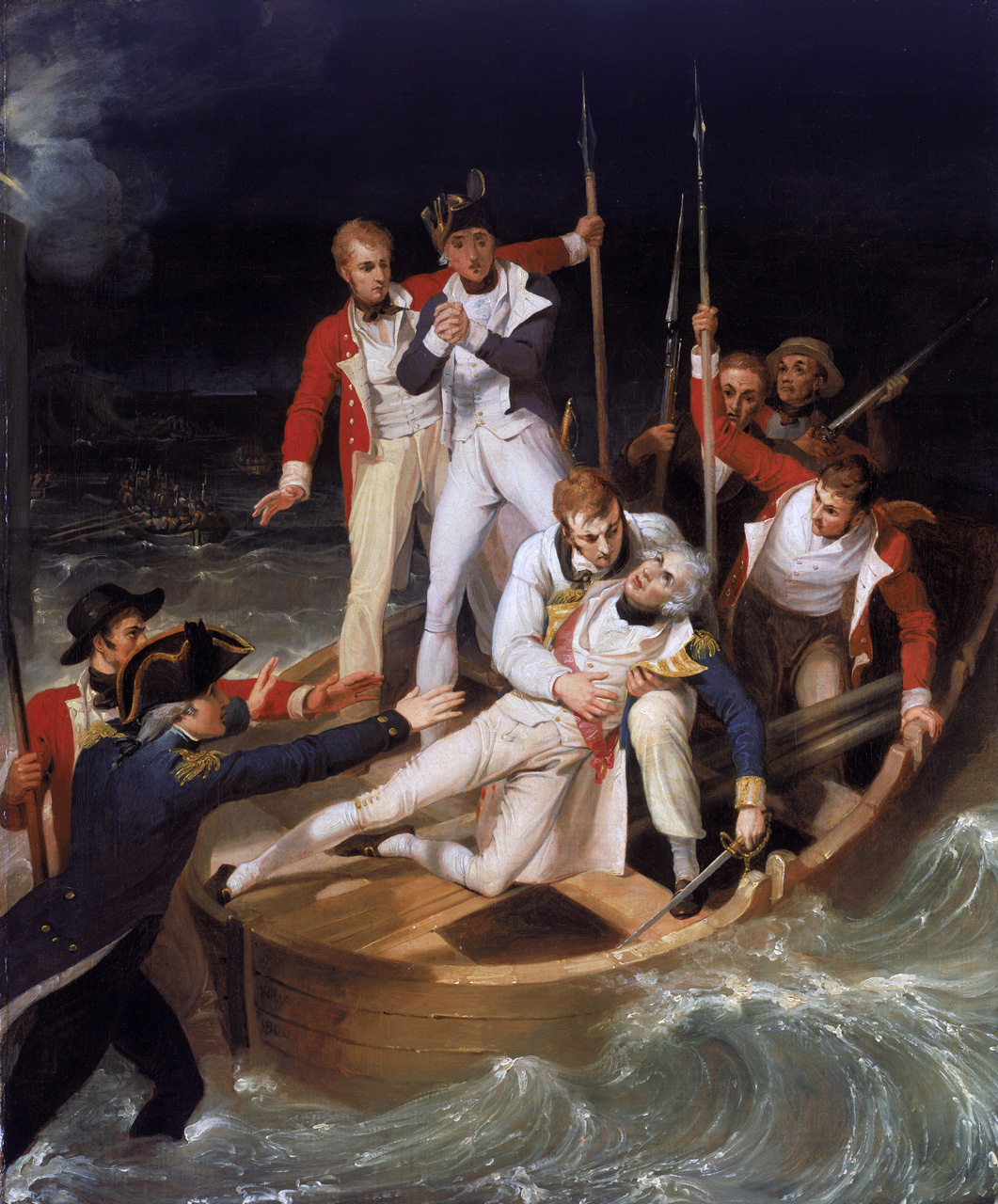
24 iulie: Horatio Nelson își pierde brațul drept în bătălia de la Santa Cruz

- 1 ianuarie: Albany devine capitala New York-ului, în defavoarea lui New York City.
- 4 martie: John Adams îi succede lui George Washington la președinția Statelor Unite, fiind al 2-lea președinte.
- 1 mai: Profitând de masacrarea prizonierilor francezi la Verona, Napoleon Bonaparte declară război Veneției.
- 20 iulie: Alexandru Vodă Ipsilanti, domnul Țării Românești emite Hrisovul logofeției de obiceiuri, o culegere de porunci pentru înlăturarea nedreptăților din viața socială.
- 22-25 iulie: Victorie spaniolă asupra marinei britanice în Bătălia de la Santa Cruz de Tenerife. Horatio Nelson își pierde brațul drept.
- 11 octombrie: Victorie navală britanică în Bătălia de la Camperdown.
- 17 octombrie: Tratatul de la Campo Formio. Tratat de pace între Franța reprezentată de Napoléon Bonaparte și Austria reprezentată de Francisc I al Austriei, semnat la Campo Formio (azi Campoformido, Italia), după înfrângerea Austriei în prima campanie italiană a lui Napoleon I.

### Nedatate
- 1797-1798. Afacerea XYZ. Incident diplomatic între SUA și Franța. Convenția de la 1800 a pus capăt unei perioade de război naval nedeclarat între cele două puteri.
- iulie: Talleyrand este numit ministru al relațiilor externe franceze (1797-1799).
- noiembrie: Începe domnia lui Constantin Hangerli în Țara Românească (1797-1799).
- Sibiu: Samuel von Hahnemann deschide primul laborator homeopatic din lume.

## Arte, științe, literatură și filozofie

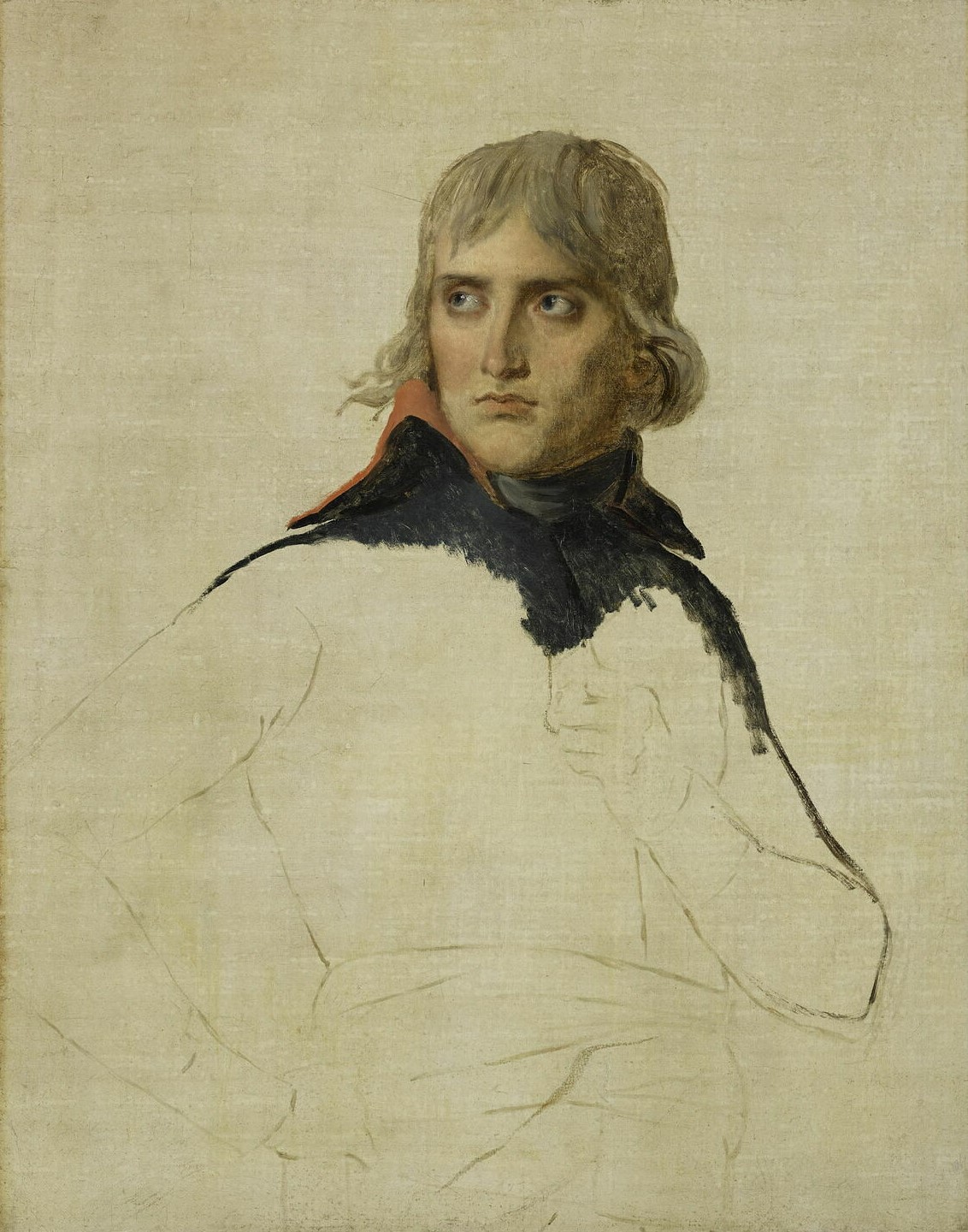
Generalul Bonaparte de Jacques-Louis David.

- Jacques-Louis David pictează Generalul Bonaparte.

## Nașteri
- 31 ianuarie: Franz Schubert (n. Franz Peter Schubert), compozitor austriac (d. 1828)
- 2 martie: Étienne Mulsant, entomolog și ornitolog francez (d. 1880)
- 22 martie: Wilhelm I al Germaniei (n. Wilhelm Friedrich Ludwig von Hohenzollern), (d. 1888)
- 27 martie: Alfred de Vigny, scriitor francez (d. 1863)
- 30 august: Mary Shelley, scriitoare britanică (d. 1851)
- 29 noiembrie: Gaetano Donizetti, compozitor italian (d. 1848)
- 13 decembrie: Heinrich Heine, poet german (d. 1856)

## Decese
- 13 ianuarie: Elisabeth Christine de Brunswick-Wolfenbüttel, 81 ani, soția regelui Prusiei Frederic cel Mare (n. 1715)
- 12 iulie: Ienăchiță Văcărescu, 56 ani, poet, filolog și istoric român (n. 1740)
- 10 septembrie: Mary Wollstonecraft, 38 ani, scriitoare britanică (n. 1759)
- 16 noiembrie: Frederic Wilhelm al II-lea al Prusiei, 53 ani, rege (n. 1744)
- 27 noiembrie: Carl Christian Agthe, 35 ani, compozitor și organist german (n. 1762)

### Nedatate
- februarie: Pasquale Anfossi (n. Bonifacio Domenico Pasquale Anfossi), 69 ani, compozitor italian (n. 1727)